# O'Donnell (Texas)
O'Donnell è una città divisa tra le contee di Dawson e Lynn, nello Stato del Texas, negli Stati Uniti. Secondo il censimento del 2020, possedeva una popolazione di 704 abitanti.

## Storia
La città è stata fondata nel 1910 da un gruppo di promotori coinvolti nella costruzione della linea ferroviaria della Pecos and Northern Texas Railway da Slaton a Lamesa. Nel giugno del 1910 furono venduti i lotti della città e due anni dopo la città possedeva un ufficio postale, una sgranatrice di cotone, un albergo, un'agenzia immobiliare e un negozio di generi alimentari. Nel 1919 è stata costruita una banca e la città è stata riconosciuta, con una popolazione di 300 abitanti.

## Società

### Evoluzione demografica
Secondo il censimento del 2020, la popolazione era di 704 abitanti. Al precedente censimento, quello del 2010, la popolazione era di 831 abitanti.

### Etnie e minoranze straniere
Secondo il censimento del 2020, la composizione etnica della città era formata dal 30,97% di bianchi, lo 0,71% di afroamericani e lo 0,99% di due o più etnie. Ispanici o latinos di qualunque etnia erano il 67,33% della popolazione.